# Afanàssovo (Ivànovo)
|  | Per a altres significats, vegeu «Afanàssovo». |

Afanàssovo (en rus: Афанасово) és un poble de l'óblast d'Ivànovo, a Rússia, que en el cens del 2010 tenia 43 habitants.